# Про Д2
Рагби Про Д2 (фр. Rugby Pro D2), Про Д2 — второй по силе участников дивизион чемпионата Франции по регби-15. Турнир проводится с 2000 года и в данный момент объединяет 16 команд. Лучшие клубы Д2 по итогам сезона переходят в высший дивизион, в то время как слабейшие коллективы года выбывают в низшую лигу — Федераль 1.
Выход в высшую лигу, Топ 14 осуществляется по следующей схеме: лучшая команда получает прямую квоту, клубы же, занявшие места со 2 по 5, разыгрывают вторую квоту в постсезонном мини-турнире. Две худшие команды Д2 покидают лигу безусловно. С другой стороны, выбывание команд из Топ 14 и выход клубов из Федераль 1, то есть пополнение состава участников Д2, происходит также напрямую, без дополнительных матчей плей-офф.
Регулярный сезон включает 30 туров, в которых каждая команда играет с любой другой дважды, дома и на выезде. В обеих половинах сезоны пары клубов играют в идентичном порядке. В мае проходит финальная стадия сезона, включающая матчи полуфинала и финал. Вторая и третья команды проводят матчи 1/2 финала на домашнем стадионе, принимая четвёртый и пятый коллективы. Финальный матч проходит на заранее определённом стадионе.
Любые переходы клубов их одного дивизиона в другой невозможны без проведения финансового аудита. Кроме того, если клуб сохранил место в дивизионе по спортивному принципу, команда всё ещё может быть понижена в ранге, если её финансовое состояние не соответствует требованиям чемпионата. В таких случаях освободившееся место занимает предпоследний клуб, который при иных условиях должен был покинуть дивизион.

## Победители
- 2000/2001: «Монтобан»
- 2001/2002: «Стад Монтуа»
- 2002/2003: «Монпелье»
- 2003/2004: «Ош Жер»
- 2004/2005: «Тулон»
- 2005/2006: «Монтобан»
- 2006/2007: «Ош Жер»
- 2007/2008: «Тулон»
- 2008/2009: «Расинг Метро 92»
- 2009/2010: «Ажен»
- 2010/2011: «Лион»
- 2011/2012: «Гренобль»
- 2012/2013: «Ойонна»
- 2013/2014: «Лион»
- 2014/2015: «Сексьон Палуаз»
- 2015/2016: «Лион»
- 2016/2017: «Ойонна»
- 2017/2018: «Перпиньян»
- 2018/2019: «Авирон Байонне»
- 2019/2020: остановлен после 23 туров и отменён из-за пандемии COVID-19
- 2020/2021: «Перпиньян»
- 2021/2022: «Байонна»
- 2022/2023: «Ойонна»
- 2023/2024: «Ван»

## Участники
Сезон 2014/15.
| Клуб              | Оригинальное название                     | Город          | Стадион                      |
| ----------------- | ----------------------------------------- | -------------- | ---------------------------- |
| «Ажен»            | Sporting union Agen Lot-et-Garonne        | Ажен           | «Стад Арманди»               |
| «Альби»           | Sporting club albigeois                   | Альби          | «Стадьом Мунисипаль д’Альби» |
| «Биарриц Олимпик» | Biarritz Olympique Pays Basque            | Биарриц        | «Парк де Спорт Агилера»      |
| «Бургуэн-Жальё»   | Club sportif Bourgoin-Jallieu rugby       | Бургуин-Жалльё | «Стад Пьер-Ражон»            |
| «Дакс»            | Union sportive dacquoise                  | Дакс           | «Стад Морис-Бойо»            |
| «Каркасон»        | Union sportive carcassonnaise XV          | Каркасон       | «Альбер-Домек»               |
| «Коломье»         | Union sportive Colomiers rugby            | Коломье        | «Стад Мишель-Бендишу»        |
| «Масси»           | Rugby club Massy Essonne                  | Масси (фр.)    | «Стад Жюль-Ладумег»          |
| «Монтобан»        | Union sportive montalbanaise              | Монтобан       | «Стад Сапьяк»                |
| «Нарбонна»        | Racing Club de Narbonne Méditerranée      | Нарбонна       | «Парк де Спорт э де л’Амити» |
| «Орийак»          | Stade aurillacois Cantal Auvergne         | Орийак         | «Стад Жан-Альрик»            |
| «Перпиньян»       | Union Sportive des Arlequins Perpignanais | Перпиньян      | «Стад Эме-Жираль»            |
| «Сексьон Палуаз»  | Section paloise                           | По             | «Стад дю Амо»                |
| «Стад Монтуа»     | Stade montois                             | Мон-де-Марсан  | «Стад Ги-Бонифас»            |
| «Тарб»            | Tarbes Pyrénées rugby                     | Тарб           | «Стад Морис-Трелю»           |